# Орден Серафимів
Орден Серафимів (повн. Королівський Орден Серафимів швед. Kungliga Seraphimerorden) — вищий лицарський орден Швеції створений королем Фредеріком І 23 лютого 1748 року. Разом з орденами Меча, Полярної зірки та орденом Вази утворюють Ордени Його Величності Короля (швед. Kungl. Maj:ts Orden).
До 1975 року сини короля Швеції ставали лицарями ордену при народженні. Зараз нащадки монарха отримують титул ордену Серафимів при досягненні повноліття. Однак, прицеса Естелла, перша дитина кронпринцеси Вікторії і принца Данієля, отримала титул Ордену Серафимів від свого дідуся, короля Карла Густава XVI в день хрещення 22 травня 2012 року.

## Історія
Встановлення цього найстарішого та головного зі шведських орденів походить із часів Магнуса Ладулоса. Первинно його було започатковано як духовно-лицарський орден у XIII столітті (за іншими джерелами у XIV столітті).
В юдаїстській та християнській релігійних традиціях серафими — це ангели вищого рангу, особливо наближені до престолу Бога та Його прославляють. Опис серафимів міститься ще у старозаповітній «Книзі пророка Ісаї»: «У кожного з них по шести крил; двома закривав кожен обличчя своє, і двома закривав ноги свої, і двома літав». Готуючи пророків до служіння, один із серафимів очищує їм вуста, торкнувшись до них гарячим жаром, який він бере кліщами з жертовника.
1748 року шведський король Фредрік I відновив орден Серафимів та розробив його статут, за яким цю вищу нагороду отримували володарі, принци королівської крові, а також ті громадяни, які своїми заслугами сягнули перших чинів у державі.
Число кавалерів ордена Серафимів, який мав один ступінь, було обмеженим — 24 чоловіки; окрім них, орден могли отримати ще вісім іноземців. Найстаріший з кавалерів отримував довічну пенсію розміром у 100 риксдалерів.

### Знаки розрізнення
The insignia of the Order are the Collar, Badge and Grand Star. The Collar of the Order is only bestowed as a mark of special distinction. The Collar of the Order of the Seraphim consists of eleven gold seraphims (angels), alternating with eleven blue patriarchal crosses, set in gold, joined with gold links.
До знаків ордена Серафимів належать золотий хрест, зірка, золотий ланцюг та орденська стрічка світло-блакитного кольору.
Хрест — восьмикінцевий (мальтійський) білий, емальований, в золотій оправі та з золотими кульками на кінцях. В його центрі розміщена небесного кольору куля з трьома білими літерами J. H. S. (Jesus Hominum Salvator — Ісус спаситель людей). На сторонах хреста й під літерами розміщено золоті корони, на кутах чотирикутника розташовані золоті патріарші хрести, а між ними — золоті головки серафимів. На блакитному полі зворотного боку хреста розміщені три літери — F. R. S. (Fredericus Rex Sueciae — Фредрік, король Швеції). Хрест прикріплюється до корони та в особливо урочистих випадках носиться на золотому орденському ланцюгу.
Срібна зірка ордена також виконана у вигляді орденського хреста.
Орденський ланцюг складається з 11 ланок у вигляді золотих голівок серафимів, що чергуються з 11ма емальованими блакитними хрестами, обрамленими в золоті .

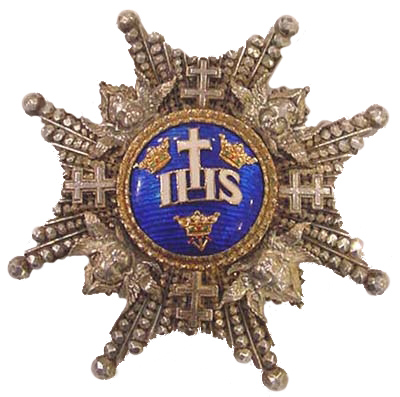
Зірка ордена Серафимів
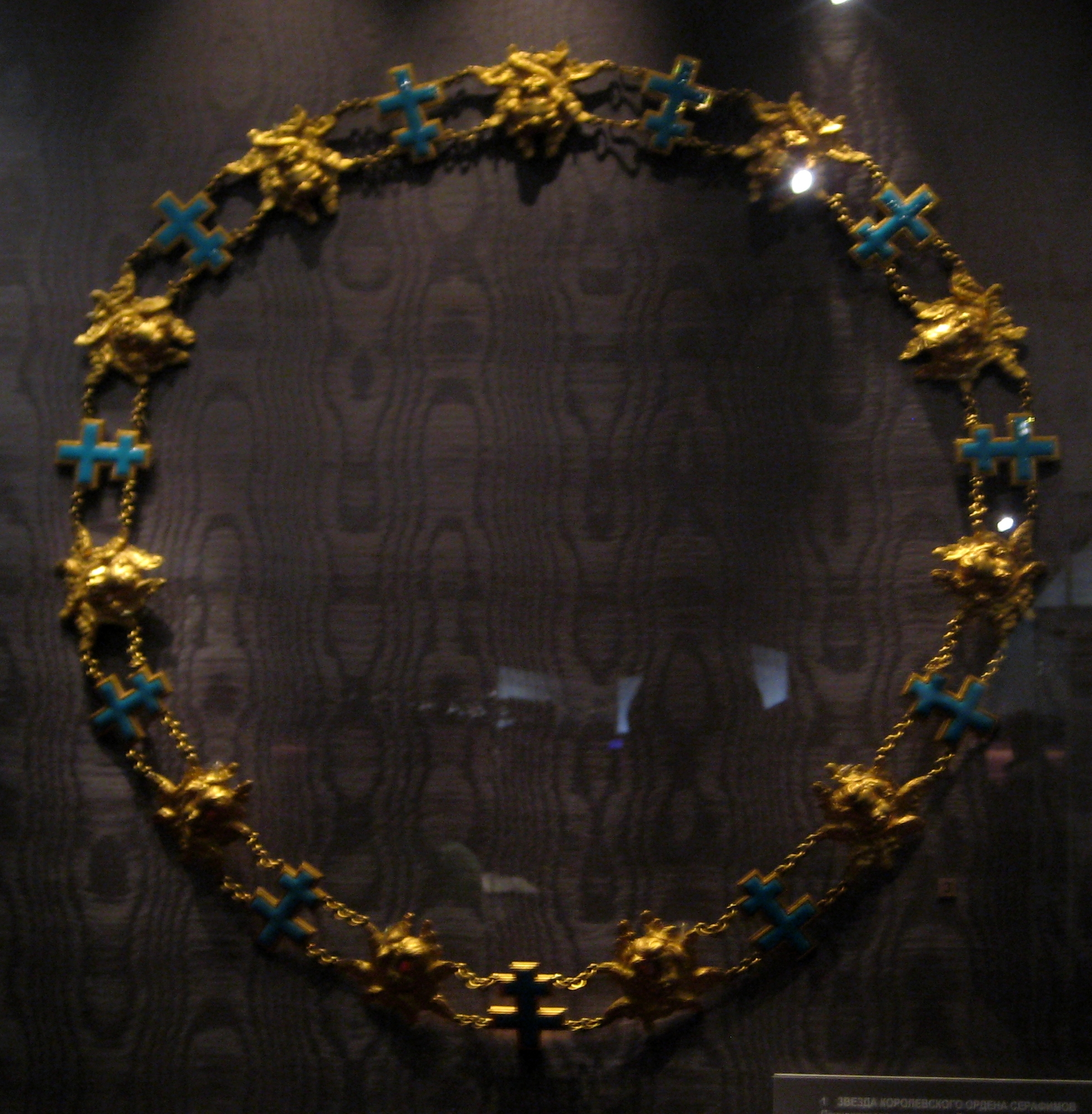
Ланцюг
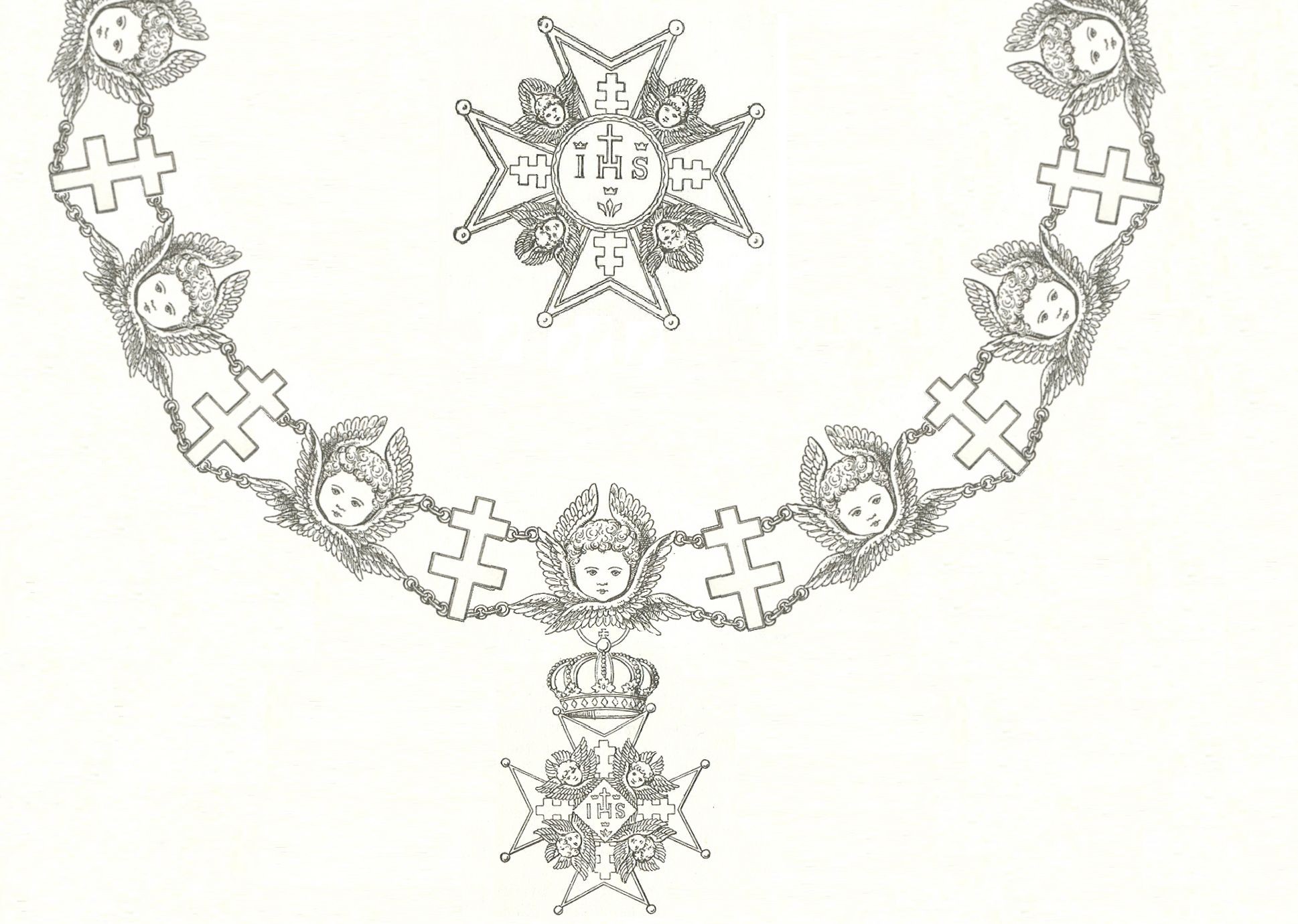
Зірка і знак ордена Серафимів на орденському ланцюгу
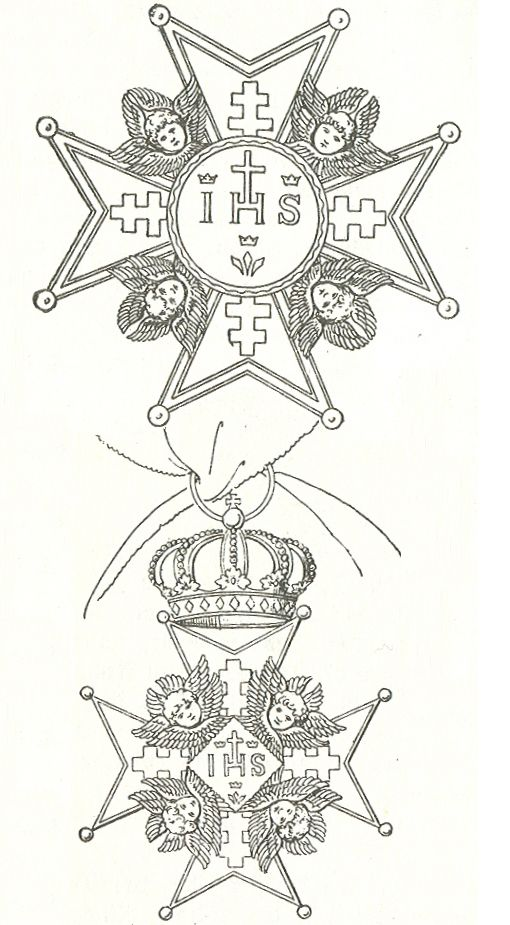
Зірка і знак ордена Серафимів на стрічці

## Найвідоміші нагороджені
- Катерина II, імператриця Росії (1763)
- Павло I, імператор Росії (1772)
- Олександр I, імператор Росії (1799)
- Микола I, імператор Росії (1812)
- Олександр II, імператор Росії (1826)
- Олександр III, імператор Росії (1865)
- Микола II, імператор Росії (1883)
- Карл Нессельроде, граф, канцлер Російської імперії (1825)
- Олександр Меншиков, світлійший князь, адмірал (1838)
- Петро Столипін, голова Ради міністрів Російської імперії (1908)
- Беніто Муссоліні, прем'єр-міністр Італії (1930)
- Лех Валенса, президент Польщі (1993)
- Віктор Ющенко, президент України (2008)